# N重インスペクション
N重インスペクション（英語: N-Fold inspection）、またはN重レビューとは、ソフトウェア開発プロジェクト、システム開発におけるソフトウェアインスペクション、ソフトウェア・ピアレビューの技法の1つ。
同一の成果物、ドキュメントに対し、異なるメンバーで構成されるグループや異なる観点によるインスペクション、レビューを行う。指摘結果は後にグループ間で共有する必要がある。
利点としては、指摘の網羅率が高くなることが挙げられる。
欠点としては、複数回のインスペクション会議、レビュー会議を実施する必要があるため、時間や人的資源といった実施コストが高くなること、指摘結果をグループ間で共有するために取りまとめるコストが掛かることが挙げられる。